# Liste des plus hauts gratte-ciel d'Europe
Cet article dresse une liste des plus hauts gratte-ciel européens, avec la hauteur (en mètre), l'année de construction et le nombre d'étages.

## Méthodologie
La liste suivante est basée sur les critères suivants :
- Les structures considérés sont des gratte-ciel, c’est-à-dire des immeubles de grande hauteur (min. 150 m.) utilisés par des habitations ou des bureaux sur la quasi-totalité. Les tours auto-portantes (tour Ostankino), mâts de radio-diffusion (tour radio de Hellisandur), piles de pont (viaduc de Millau) ou cheminée d'usine (centrale électrique de Trbovlje (en)) ne sont pas prises en compte.
- La hauteur prise en compte est la hauteur structurelle de l'édifice, c’est-à-dire comprenant les flèches éventuelles. La hauteur du toit peut être moindre ; les antennes ne faisant pas partie du gratte-ciel à proprement parler ne sont pas incluses. Par exemple, le palais du Triomphe culmine à 264,1 m mais son toit se situe à 217,6 m car il est surmonté d'une flèche ;  la Commerzbank Tower culmine à 258,7 m mais est surmontée d'une antenne qui s'élève à 300,25 m.
- À hauteur égale, les bâtiments sont classés de préférence par date de construction croissante
- Géographiquement, ne sont pris en compte que les immeubles situés sur le continent européen. Les limites de ce continent étant mal définies, les choix suivants ont été faits :
  - Les bâtiments situés dans la partie européenne de la Russie (Moscou en particulier) sont inclus
  - Les bâtiments situés dans la partie européenne de la Turquie (rive européenne d'Istanbul) le sont également, mais pas ceux de sa partie asiatique (Ankara).

## Records successifs du plus haut gratte-ciel d'Europe depuis 1933
| Nom                                                | Ville             | Pays        | Période du record | Hauteur (m) | Étages |
| -------------------------------------------------- | ----------------- | ----------- | ----------------- | ----------- | ------ |
| Lakhta Center                                      | Saint-Pétersbourg | Russie      | Depuis 2018       | 462         | 86     |
| Complexe de la Fédération - Vostok Tower           | Moscou            | Russie      | 2015 - 2018       | 373         | 95     |
| Mercury City Tower                                 | Moscou            | Russie      | 2013-2015         | 339         | 75     |
| The Shard                                          | Londres           | Royaume-Uni | 2012-2013         | 309         | 72     |
| Ville des Capitales : Moscou                       | Moscou            | Russie      | 2009-2012         | 302         | 73     |
| Tour Naberejnaïa C                                 | Moscou            | Russie      | 2007-2009         | 268         | 59     |
| Palais du Triomphe                                 | Moscou            | Russie      | 2005-2007         | 264         | 57     |
| Commerzbank Tower                                  | Francfort         | Allemagne   | 1997-2005         | 259         | 56     |
| Messeturm                                          | Francfort         | Allemagne   | 1990-1997         | 257         | 55     |
| Université d'État de Moscou                        | Moscou            | Russie      | 1953-1990         | 240         | 36     |
| Immeuble d'habitation de la berge Kotelnitcheskaïa | Moscou            | Russie      | 1952-1953         | 176         | 32     |
| Torre Littoria                                     | Turin             | Italie      | 1933-1952         | 109         | 21     |

## Liste des gratte-ciel européens construits

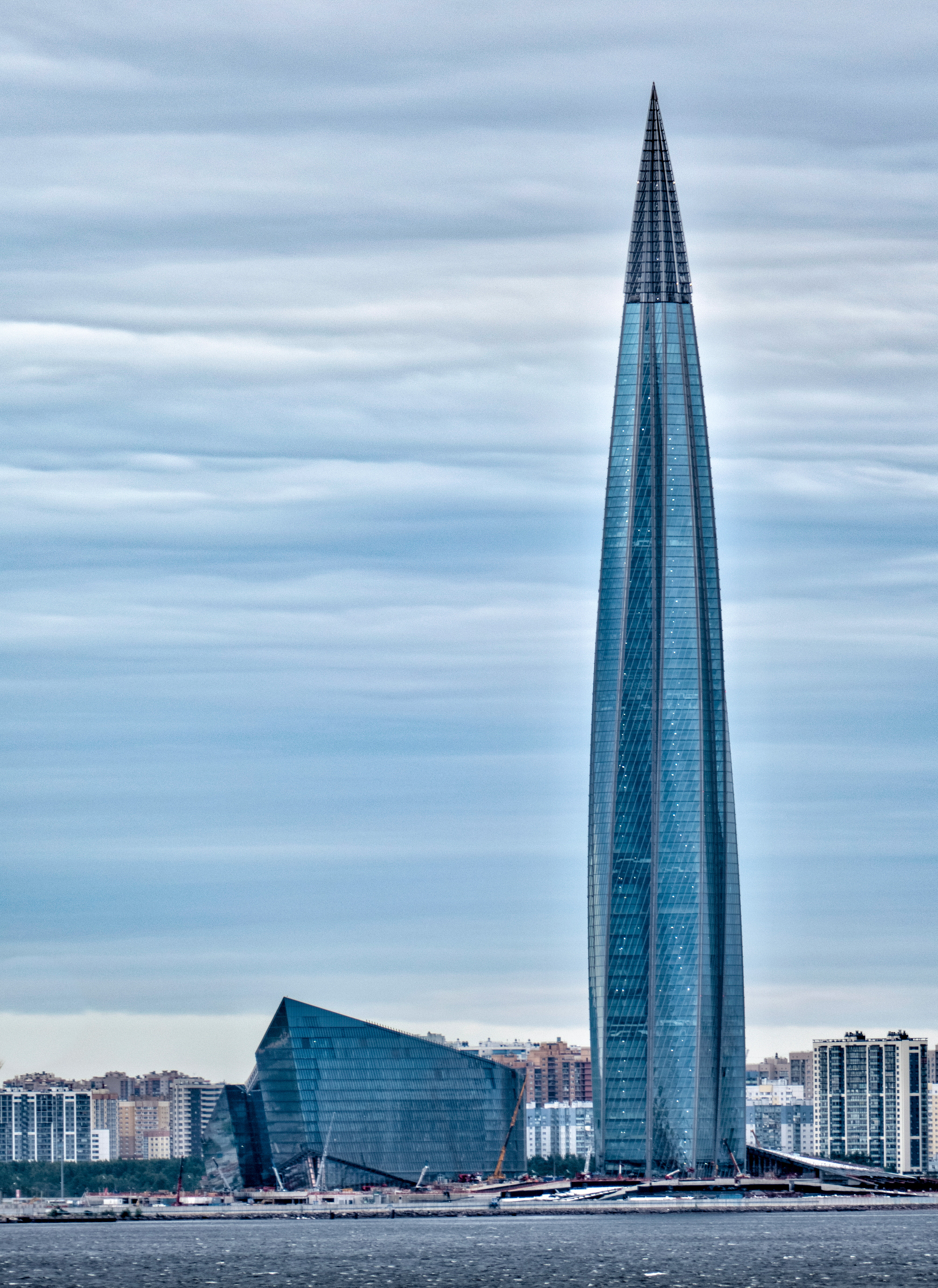
Lakhta Center

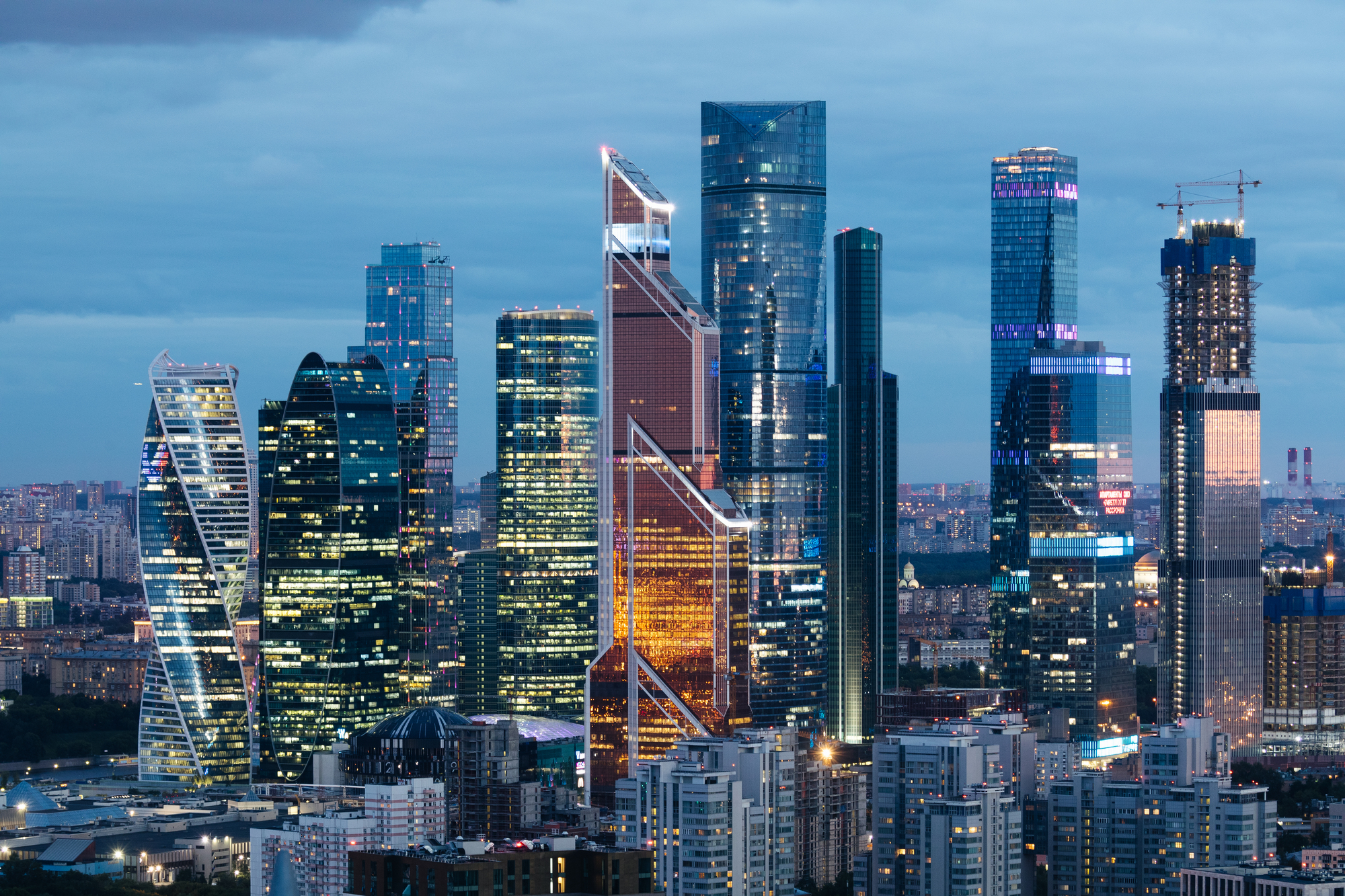
Centre de commerce international de Moscou

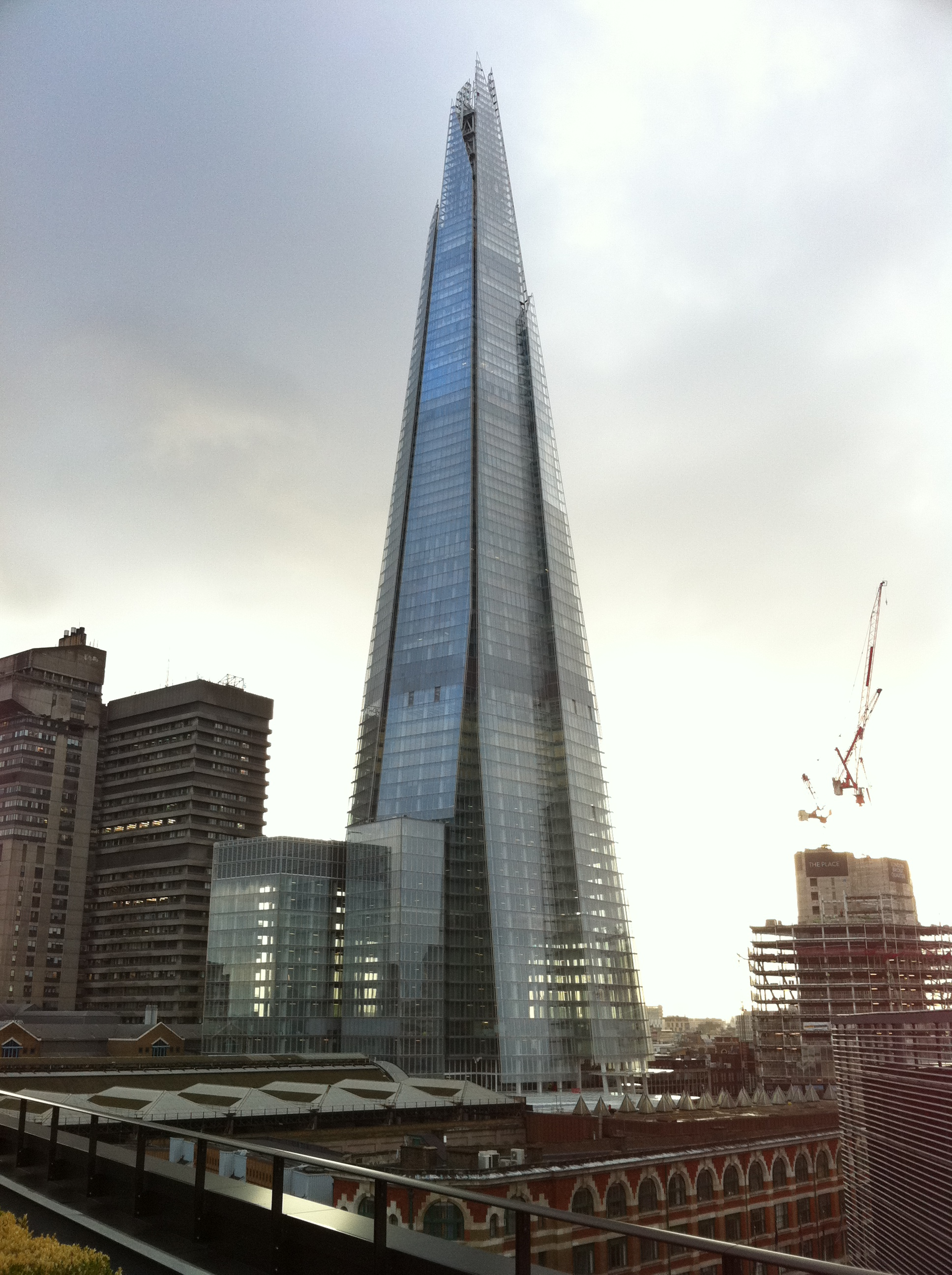
The Shard

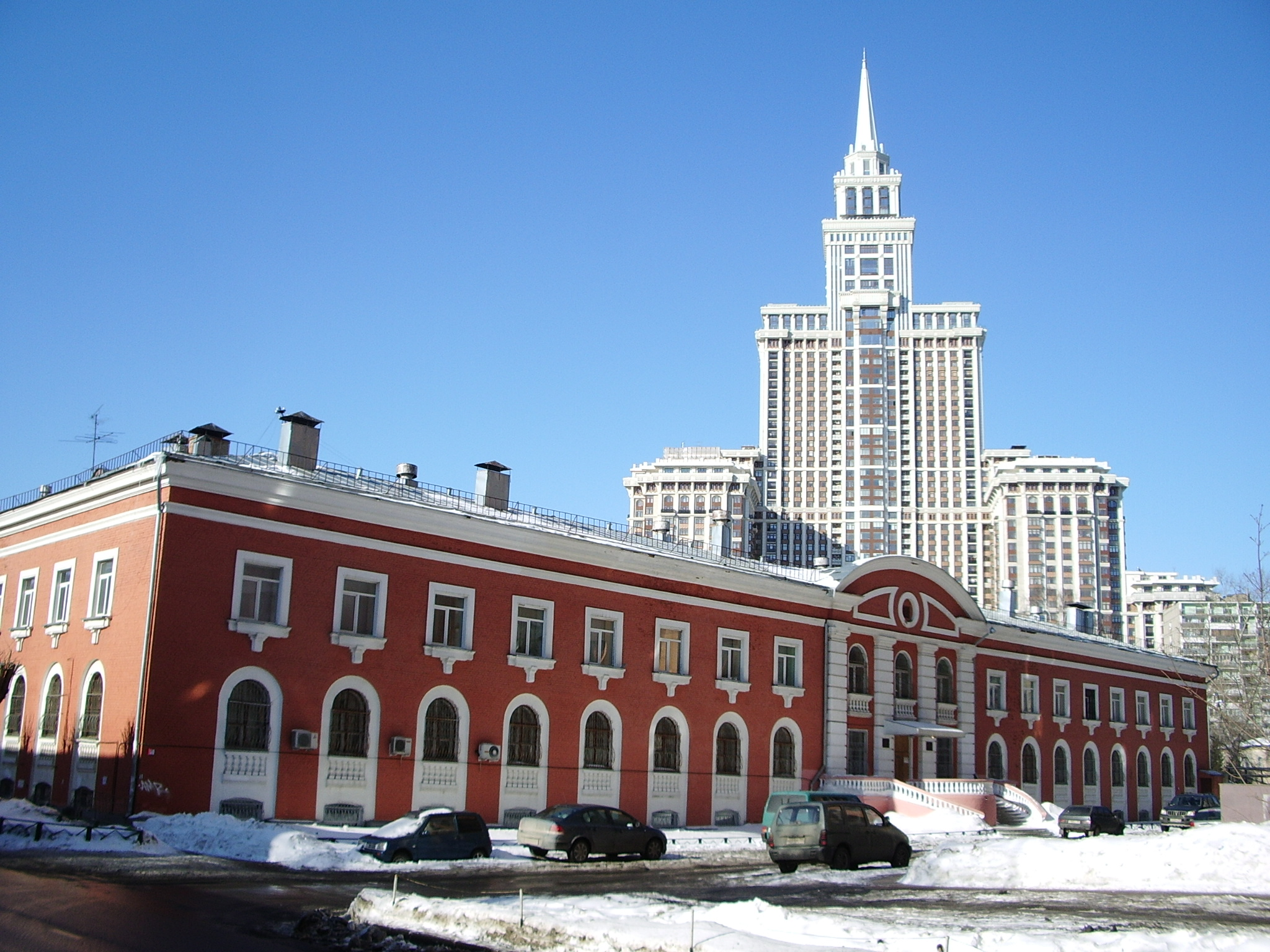
Le palais

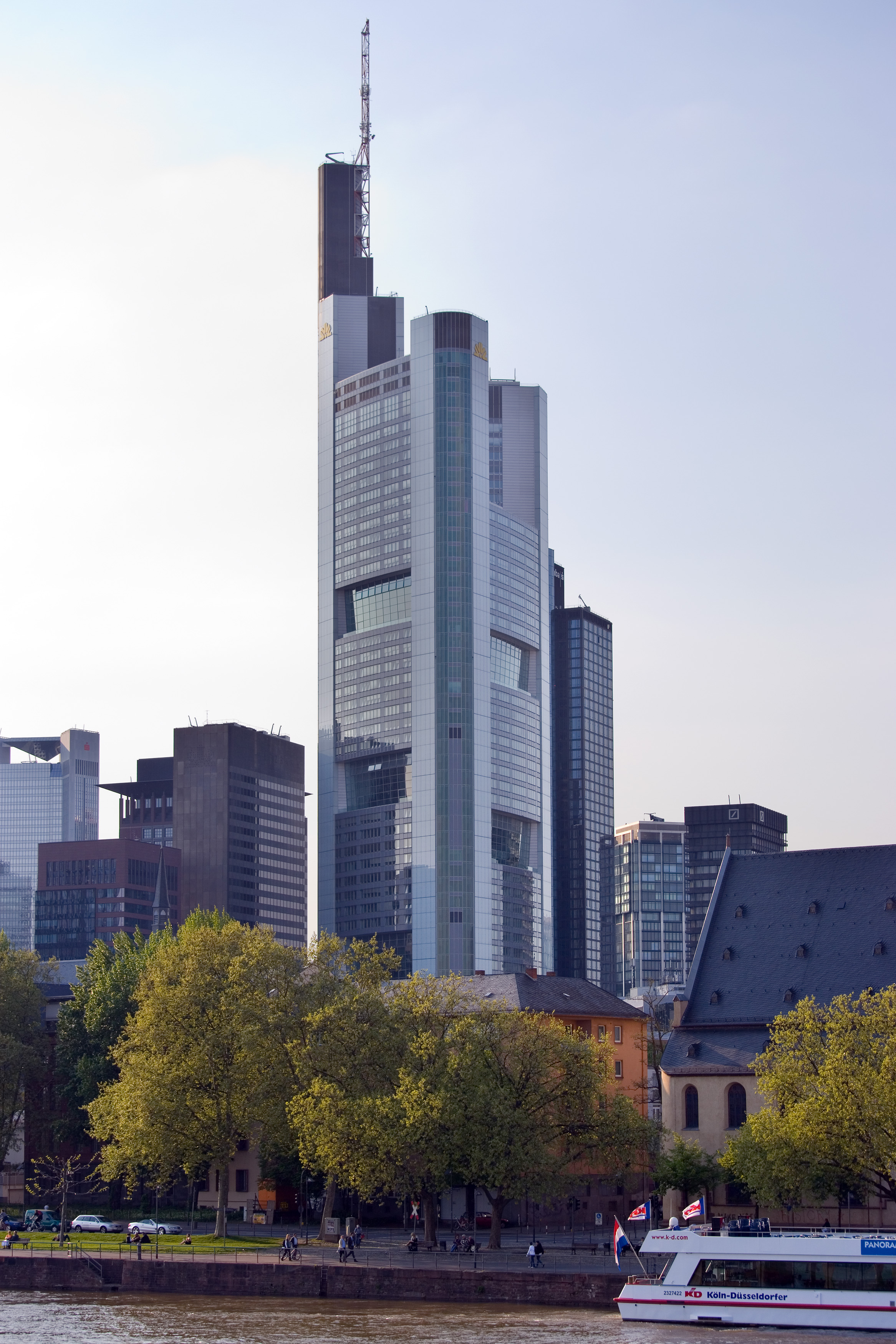
La Commerzbank Tower à Francfort

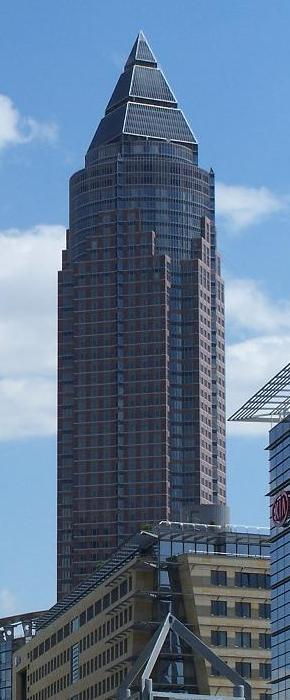
Le Messeturm

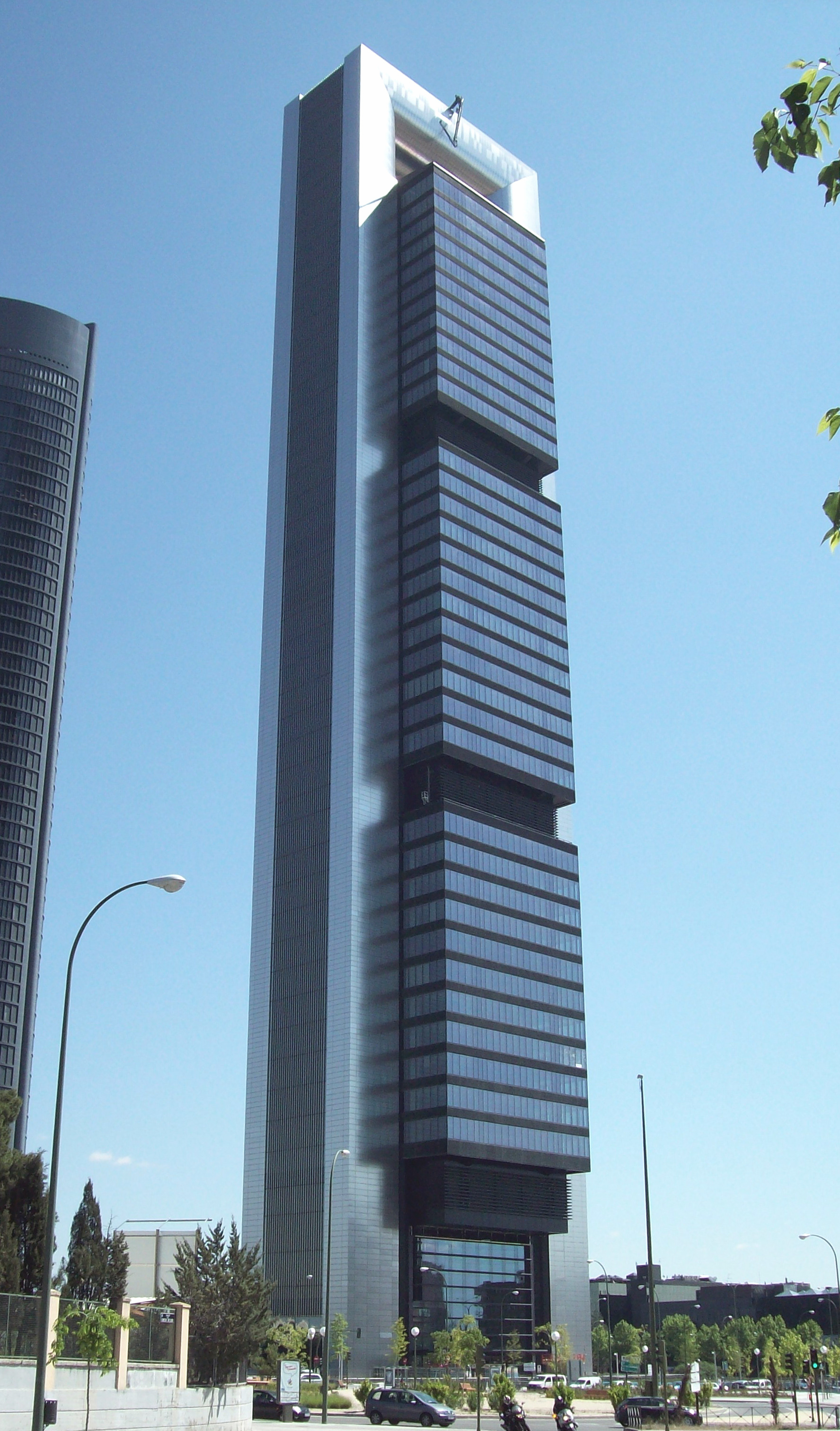
La tour Cepsa

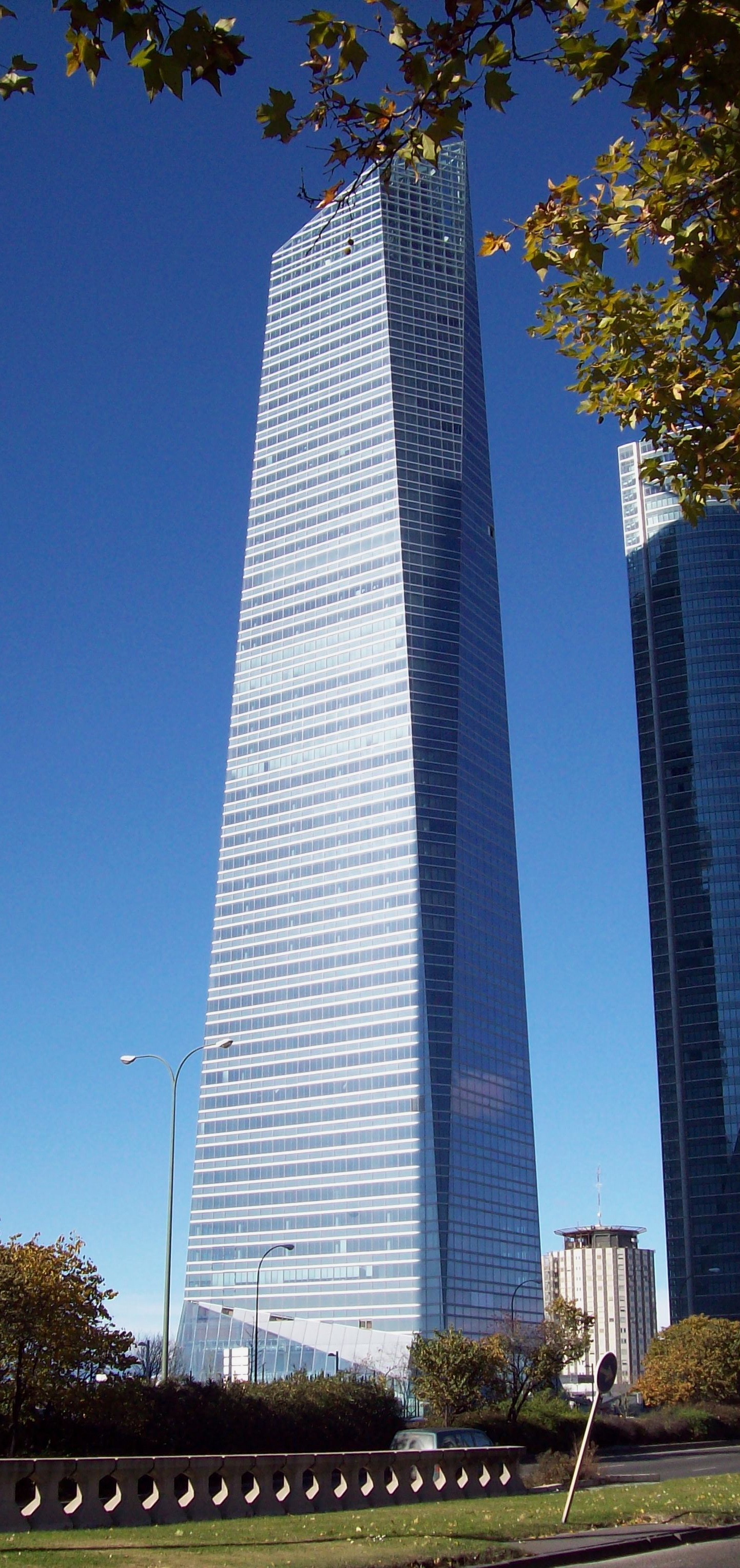
La tour de cristal

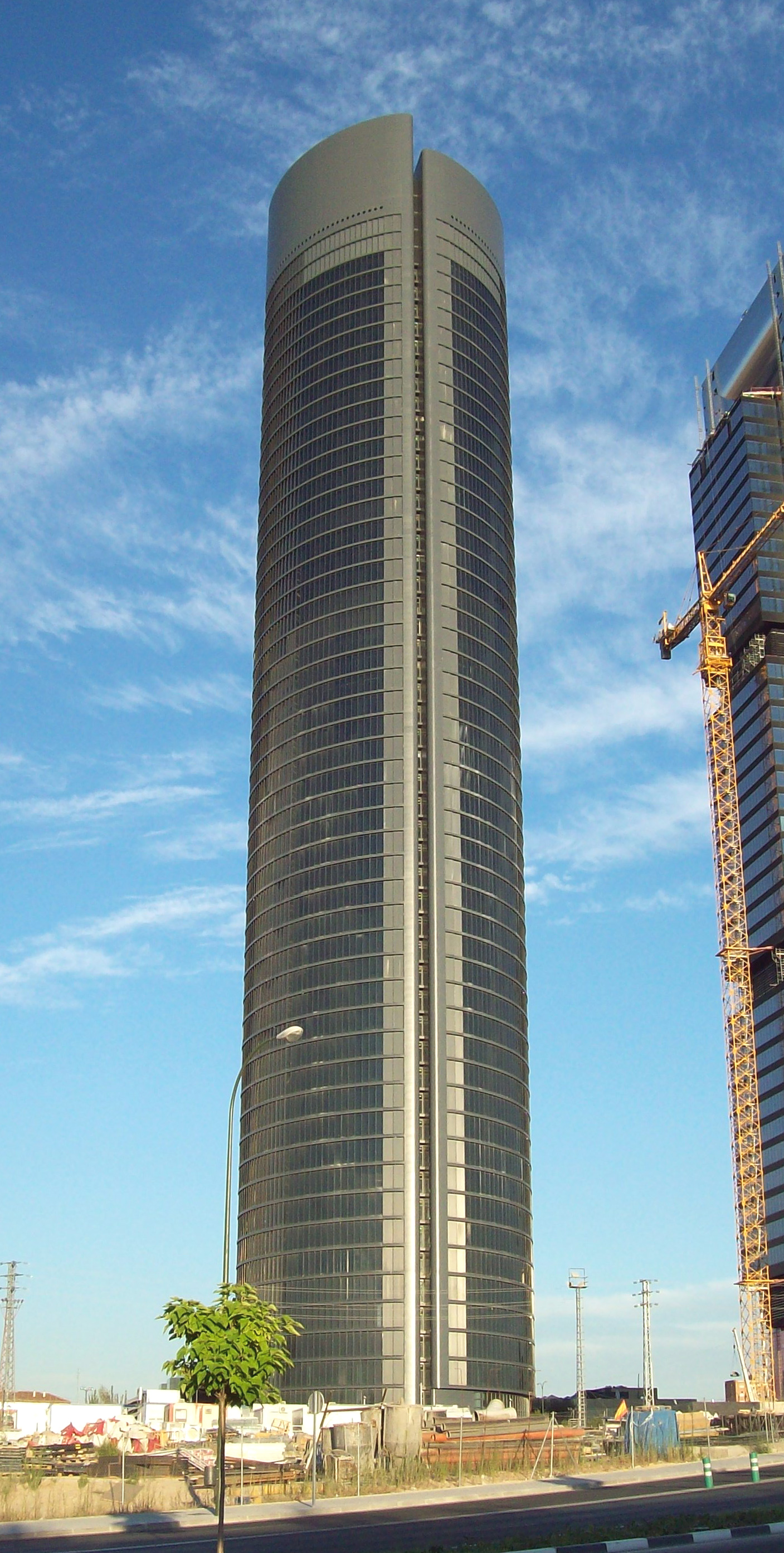
La tour PwC

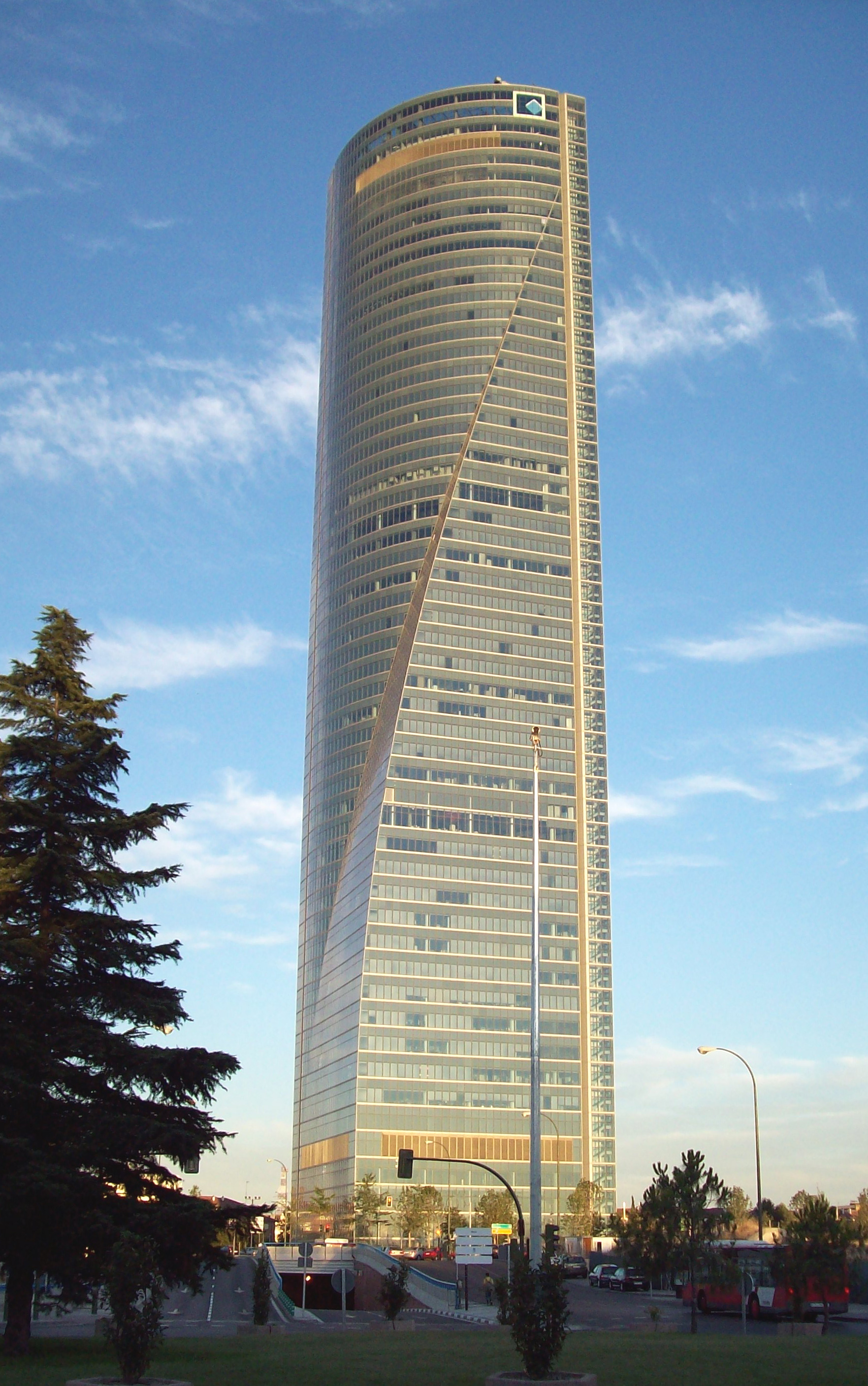
La tour Espace

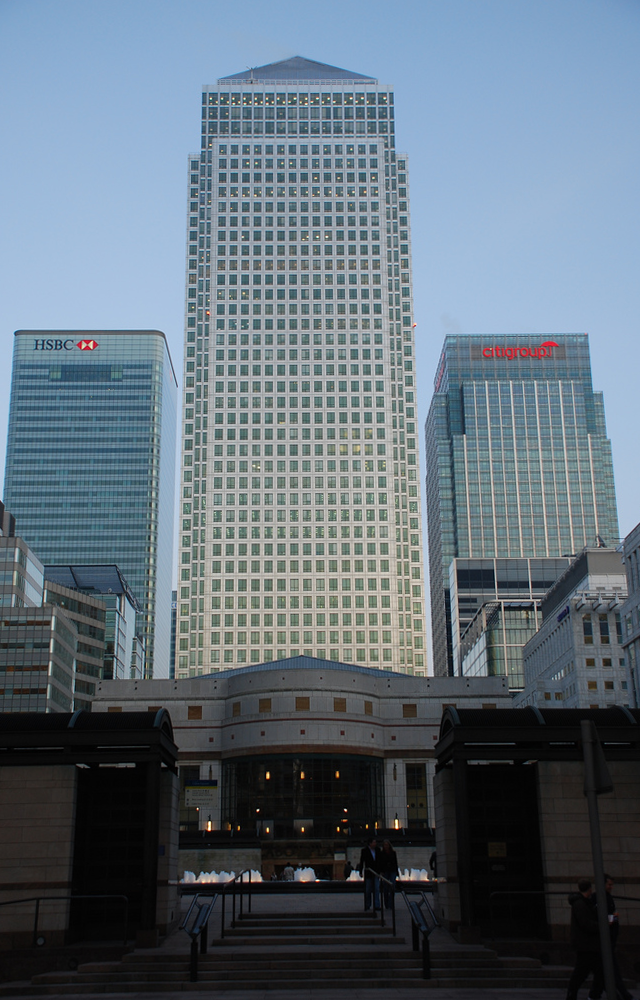
Le One Canada Square

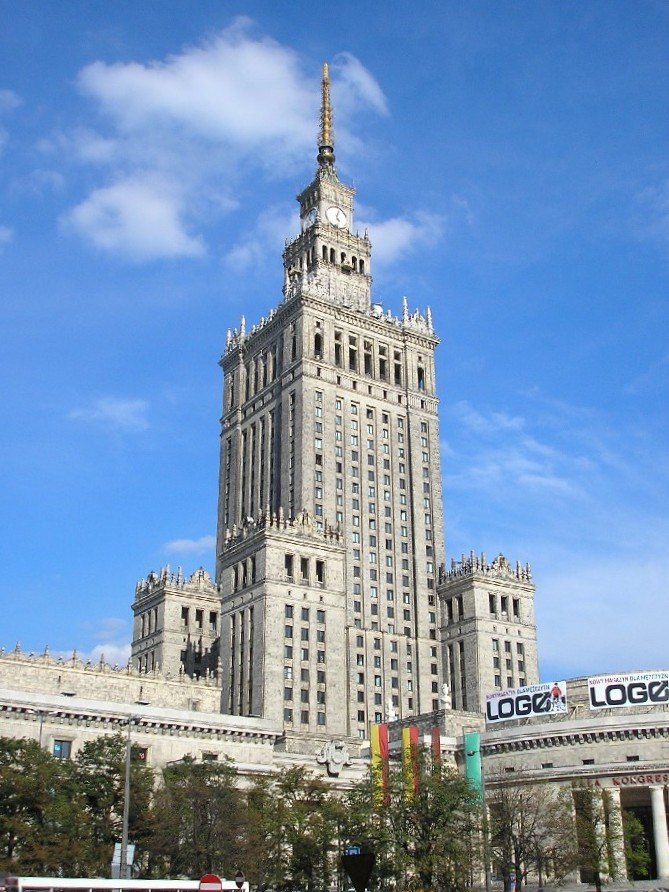
Le Palais de la Culture et de la Science de Varsovie

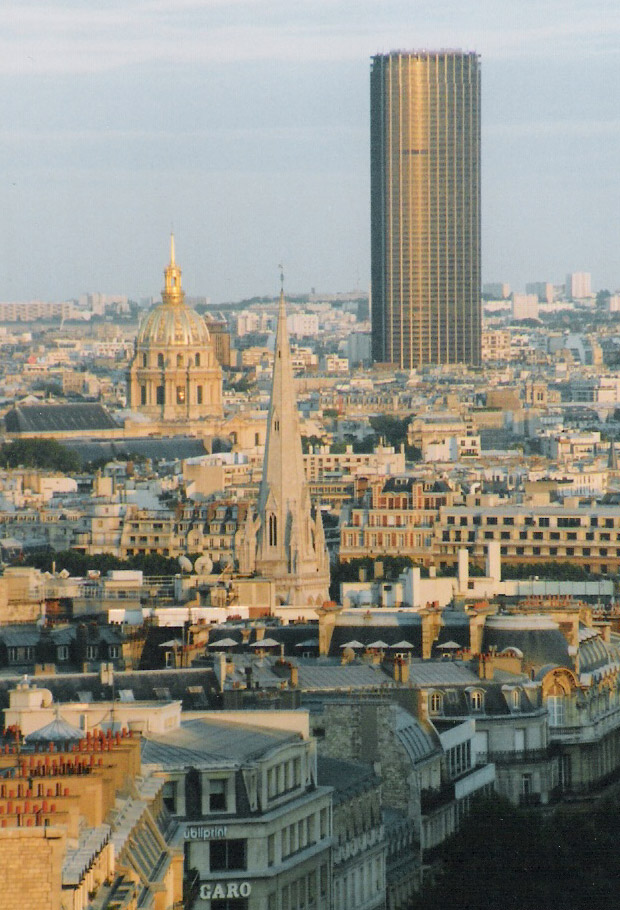
La tour Montparnasse

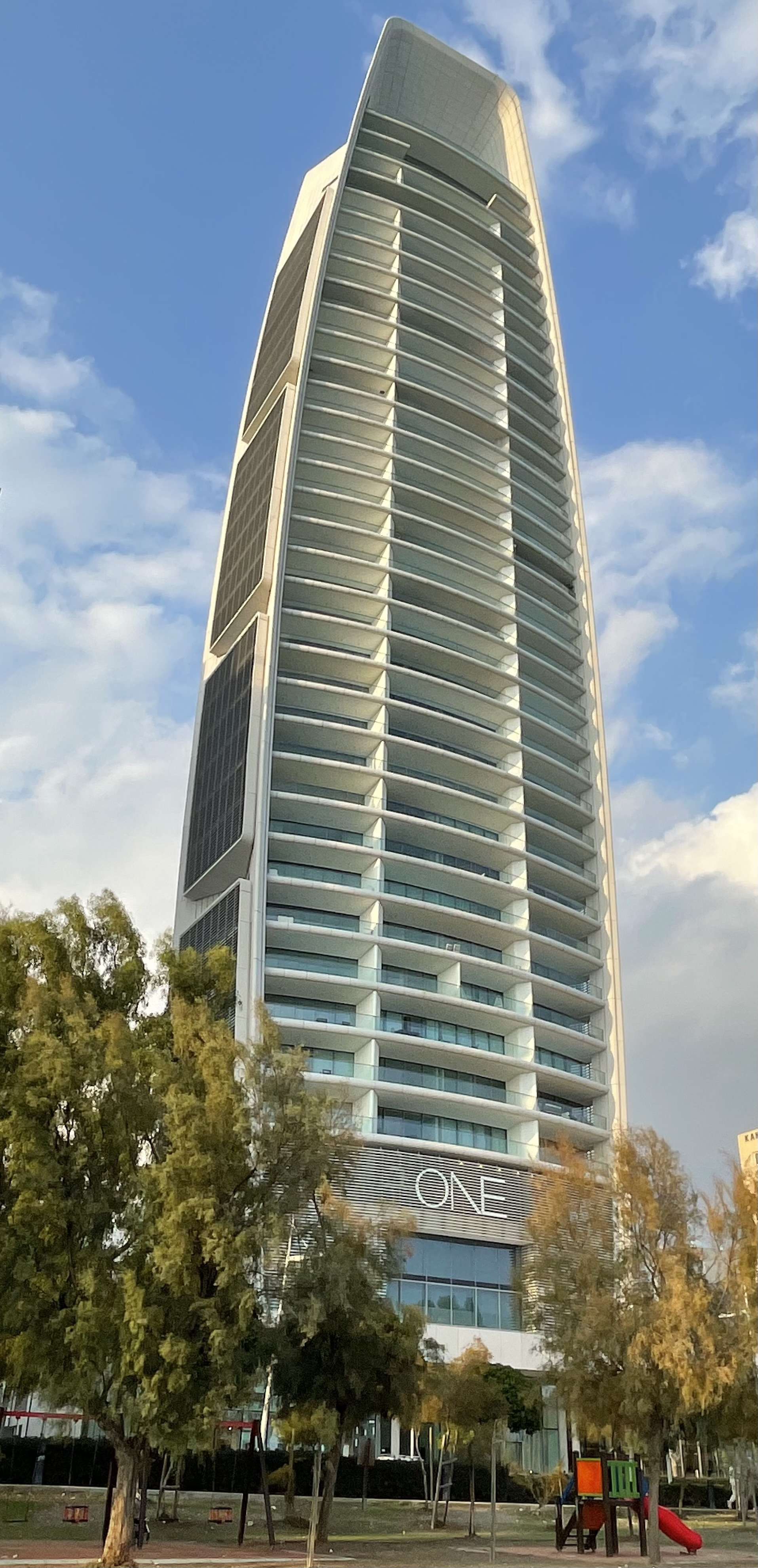
La One Limassol

Les tours dont le nom figure en gras ont détenu le titre du plus haut gratte-ciel d'Europe au cours de leur histoire.
| Nom                                                | Ville                   | Pays        | Année | Hauteur (m) | Étages |
| -------------------------------------------------- | ----------------------- | ----------- | ----- | ----------- | ------ |
| Lakhta Center                                      | Saint-Pétersbourg       | Russie      | 2018  | 462         | 86     |
| Complexe de la Fédération - Vostok Tower           | Moscou                  | Russie      | 2015  | 373         | 95     |
| OKO - South Tower                                  | Moscou                  | Russie      | 2015  | 354         | 85     |
| Neva Tower 2                                       | Moscou                  | Russie      | 2019  | 345         | 79     |
| Mercury City Tower                                 | Moscou                  | Russie      | 2013  | 339         | 75     |
| Varso Tower                                        | Varsovie                | Pologne     | 2021  | 310         | 53     |
| The Shard                                          | Londres                 | Royaume-Uni | 2012  | 309         | 72     |
| Stalnaya Vershina                                  | Moscou                  | Russie      | 2013  | 309         | 67     |
| Neva Tower 1                                       | Moscou                  | Russie      | 2019  | 302         | 69     |
| Ville des Capitales: Moscou                        | Moscou                  | Russie      | 2009  | 302         | 73     |
| Capital Towers: City Tower                         | Moscou                  | Russie      | 2021  | 295         | 70     |
| Capital Towers: Park Tower                         | Moscou                  | Russie      | 2021  | 295         | 67     |
| Capital Towers: River Tower                        | Moscou                  | Russie      | 2021  | 295         | 66     |
| Grand Tower                                        | Moscou                  | Russie      | 2021  | 283.4       | 62     |
| Tour Naberejnaïa C                                 | Moscou                  | Russie      | 2007  | 268         | 59     |
| Palais du Triomphe                                 | Moscou                  | Russie      | 2005  | 264         | 57     |
| Sapphire of Istanbul                               | Istanbul                | Turquie     | 2011  | 261         | 64     |
| Commerzbank Tower                                  | Francfort               | Allemagne   | 1997  | 259         | 56     |
| Messeturm                                          | Francfort               | Allemagne   | 1990  | 257         | 55     |
| Ville des Capitales: Saint-Pétersbourg             | Moscou                  | Russie      | 2009  | 256.9       | 62     |
| iCity: Space Tower                                 | Moscou                  | Russie      | 2024  | 256,7       | 62     |
| Torre Foster                                       | Madrid                  | Espagne     | 2007  | 250         | 45     |
| Torre de Cristal                                   | Madrid                  | Espagne     | 2007  | 249         | 45     |
| The Link                                           | La Défense              | France      | 2025  | 244         | 52     |
| Université d'État de Moscou                        | Moscou                  | Russie      | 1953  | 240         | 36     |
| Torre PwC                                          | Madrid                  | Espagne     | 2007  | 236         | 52     |
| Torre Espacio                                      | Madrid                  | Espagne     | 2007  | 236         | 56     |
| One Canada Square                                  | Londres                 | Royaume-Uni | 1990  | 235         | 50     |
| Palais de la culture et de la science              | Varsovie                | Pologne     | 1955  | 231         | 43     |
| Tour First                                         | La Défense (Courbevoie) | France      | 2010  | 231         | 50     |
| Torre Hines                                        | Milan                   | Italie      | 2012  | 231         | 32     |
| Heron Tower                                        | Londres                 | Royaume-Uni | 2011  | 230         | 46     |
| 122 Leadenhall                                     | Londres                 | Royaume-Uni | 2014  | 225         | 48     |
| Tour Hekla                                         | La Défense (Puteaux)    | France      | 2022  | 220         | 48     |
| DC Tower 1                                         | Vienne                  | Autriche    | 2013  | 220         | 60     |
| Warsaw Spire                                       | Varsovie                | Pologne     | 2016  | 220         | 49     |
| De Zalmhaven                                       | Rotterdam               | Pays-Bas    | 2022  | 215         | 62     |
| Tour Montparnasse                                  | Paris                   | France      | 1972  | 210         | 59     |
| Torre Allianz                                      | Milan                   | Italie      | 2015  | 209         |        |
| Westendtower                                       | Francfort               | Allemagne   | 1993  | 208         | 53     |
| Warsaw Trade Tower                                 | Varsovie                | Pologne     | 1999  | 208         | 43     |
| Roche Tower 2                                      | Bâle                    | Suisse      | 2022  | 205         | 50     |
| Tour Incity                                        | Lyon                    | France      | 2015  | 202         | 36     |
| Millennium Tower                                   | Vienne                  | Autriche    | 1999  | 202         | 51     |
| Main Tower                                         | Francfort               | Allemagne   | 1999  | 200         | 55     |
| 25 Canada Square                                   | Londres                 | Royaume-Uni | 2001  | 200         | 45     |
| 8 Canada Square                                    | Londres                 | Royaume-Uni | 2002  | 200         | 45     |
| Tower 185                                          | Francfort               | Allemagne   | 2011  | 200         | 50     |
| Intempo                                            | Benidorm                | Espagne     | 2014  | 200         | 52     |
| Hotel Ukraine                                      | Moscou                  | Russie      | 1955  | 198         | 34     |
| Anthill Residence 1                                | Istanbul                | Turquie     | 2011  | 195         | 54     |
| Anthill Residence 2                                | Istanbul                | Turquie     | 2011  | 195         | 54     |
| Tour Majunga                                       | La Défense (Puteaux)    | France      | 2014  | 194         | 45     |
| Tricolor: Tower 3                                  | Moscou                  | Russie      | 2013  | 194         | 56     |
| Rondo 1                                            | Varsovie                | Pologne     | 2005  | 192         | 40     |
| D1: Kingchess Tower                                | Moscou                  | Russie      | 2020  | 191         | 59     |
| D1: Excelsior Tower                                | Moscou                  | Russie      | 2020  | 191         | 59     |
| ONE                                                | Francfort               | Allemagne   | 2022  | 191         | 49     |
| Turning Torso                                      | Malmö                   | Suède       | 2005  | 190         | 57     |
| Omniturm                                           | Francfort               | Allemagne   | 2019  | 190         | 45     |
| Varyap Meridian Grand Tower 1                      | Istanbul                | Turquie     | 2012  | 188         | 52     |
| Tour Vorobyovy 2                                   | Moscou                  | Russie      | 2004  | 188         | 49     |
| Tour TotalEnergies                                 | La Défense (Courbevoie) | France      | 1985  | 187         | 48     |
| Tour Trianon                                       | Francfort               | Allemagne   | 1993  | 186         | 45     |
| Gran Hotel Bali                                    | Benidorm                | Espagne     | 2002  | 186         | 52     |
| Skytower (BCE)                                     | Francfort               | Allemagne   | 2014  | 185         | 45     |
| Tour T1                                            | La Défense (Courbevoie) | France      | 2008  | 185         | 36     |
| Tour Areva                                         | La Défense (Courbevoie) | France      | 1974  | 184         | 44     |
| Tour Granite                                       | La Défense (Nanterre)   | France      | 2008  | 184         | 36     |
| Tower 42                                           | Londres                 | Royaume-Uni | 1980  | 183         | 43     |
| My Towerland Tower A                               | Istanbul                | Turquie     | 2013  | 181         | 42     |
| Isbank Tower 1                                     | Istanbul                | Turquie     | 2000  | 181         | 52     |
| Tour Duo                                           | Paris                   | France      | 2022  | 180         | 39     |
| 30 St Mary Axe ou Gherkin                          | Londres                 | Royaume-Uni | 2003  | 180         | 41     |
| Grand Tower                                        | Francfort               | Allemagne   | 2020  | 180         | 47     |
| Tour CB21                                          | La Défense (Courbevoie) | France      | 2010  | 179         | 42     |
| Tour Saint-Gobain                                  | La Défense (Courbevoie) | France      | 2019  | 172         | 42     |
| Roche Tower 1                                      | Bâle                    | Suisse      | 2015  | 178         | 41     |
| Tour Sevilla                                       | Séville                 | Espagne     | 2016  | 178         | 37     |
| Nebo 1                                             | Moscou                  | Russie      | 2020  | 176         | 53     |
| Nebo 2                                             | Moscou                  | Russie      | 2020  | 176         | 53     |
| Nebo 3                                             | Moscou                  | Russie      | 2020  | 176         | 53     |
| Edelweiss (Tour)                                   | Moscou                  | Russie      | 2003  | 176         | 43     |
| Immeuble d'habitation de la berge Kotelnitcheskaïa | Moscou                  | Russie      | 1952  | 176         | 32     |
| Aliye Parusa II                                    | Moscou                  | Russie      | 2003  | 176         | 48     |
| Headliner 9                                        | Moscou                  | Russie      | 2021  | 174.9       | 53     |
| Headliner 1                                        | Moscou                  | Russie      | 2019  | 174.9       | 53     |
| Ministère des Affaires étrangères                  | Moscou                  | Russie      | 1953  | 172         | 27     |
| Nordstar Tower                                     | Moscou                  | Russie      | 2009  | 172         | 40     |
| Tour D2                                            | La Défense (Courbevoie) | France      | 2014  | 171         | 37     |
| Centrum LIM                                        | Varsovie                | Pologne     | 1989  | 170         | 43     |
| One Limassol                                       | Limassol                | Chypre      | 2017  | 170         | 38     |
| Opernturm                                          | Francfort               | Allemagne   | 2010  | 170         | 44     |
| Sisli Plaza                                        | Istanbul                | Turquie     | 2006  | 170         | 48     |
| Tour Odéon                                         | Monaco                  | Monaco      | 2015  | 170         | 49     |
| Taunusturm                                         | Francfort               | Allemagne   | 2014  | 170         | 40     |
| To-Lyon                                            | Lyon                    | France      | 2023  | 170         | 43     |
| Eurovea Tower                                      | Bratislava              | Slovaquie   | 2023  | 168         | 45     |
| Tekstilkent Plaza                                  | Istanbul                | Turquie     | 2000  | 168         | 44     |
| Beetham Tower                                      | Manchester              | Royaume-Uni | 2006  | 168         | 48     |
| Tour Chassagne                                     | La Défense (Puteaux)    | France      | 1995  | 167         | 38     |
| Tour Alicante                                      | La Défense (Nanterre)   | France      | 1995  | 167         | 37     |
| Swissotel Krasny Holmy                             | Moscou                  | Russie      | 2005  | 167         | 35     |
| Klovski Descent 7A                                 | Kiev                    | Ukraine     | 2012  | 167         | 47     |
| Silver Tower                                       | Francfort               | Allemagne   | 1978  | 166         | 32     |
| Tour Carpe Diem                                    | La Défense (Courbevoie) | France      | 2013  | 166         | 38     |
| Tour Part-Dieu                                     | Lyon                    | France      | 1977  | 165         | 42     |
| Tour de la Meuse                                   | Rotterdam               | Pays-Bas    | 2010  | 165         | 45     |
| Tour Légende                                       | La Défense (Puteaux)    | France      | 2002  | 165         | 41     |
| Tour du Midi                                       | Bruxelles               | Belgique    | 1967  | 165         | 38     |
| Broadgate Tower                                    | Londres                 | Royaume-Uni | 2008  | 165         | 35     |
| Warsaw Financial Center                            | Varsovie                | Pologne     | 1999  | 165         | 35     |
| Tour Iberdrola                                     | Bilbao                  | Espagne     | 2011  | 165         | 41     |
| Intercontinental Warszawa                          | Varsovie                | Pologne     | 2003  | 164         | 45     |
| Post Tower                                         | Bonn                    | Allemagne   | 2002  | 163         | 42     |
| One Blackfriars                                    | Londres - South Bank    | Royaume-Uni | 2018  | 163         | 52     |
| Cœur Défense                                       | La Défense (Courbevoie) | France      | 2001  | 161         | 40     |
| Palazzo Lombardia                                  | Milan                   | Italie      | 2010  | 161         | 39     |
| Tour Alto                                          | La Défense (Courbevoie) | France      | 2020  | 160         | 38     |
| Cosmopolitan Twarda 2/4                            | Varsovie                | Pologne     | 2012  | 160         | 43     |
| Cité judiciaire de Paris                           | Paris                   | France      | 2017  | 160         | 38     |
| Immeuble place Koudrine                            | Moscou                  | Russie      | 1953  | 160         | 22     |
| Plaza Büro Center                                  | Francfort               | Allemagne   | 1976  | 159         | 47     |
| Akbank Tower                                       | Istanbul                | Turquie     | 1993  | 158         | 39     |
| Tour New Orleans                                   | Rotterdam               | Pays-Bas    | 2010  | 158         | 46     |
| Torre Lugano                                       | Benidorm                | Espagne     | 2008  | 158         | 43     |
| Torre Picasso                                      | Madrid                  | Espagne     | 1988  | 157         | 43     |
| One Churchill Place                                | Londres                 | Royaume-Uni | 2004  | 156         | 32     |
| Presnya City 1                                     | Moscou                  | Russie      | 2018  | 156         | 44     |
| Presnya City 2                                     | Moscou                  | Russie      | 2018  | 156         | 44     |
| Presnya City 3                                     | Moscou                  | Russie      | 2018  | 156         | 44     |
| Savyolovsky City: Ellington Tower                  | Moscou                  | Russie      | 2017  | 155.6       | 47     |
| Savyolovsky City: Coltrane Tower                   | Moscou                  | Russie      | 2017  | 155.6       | 47     |
| Savyolovsky City: Armstrong Tower                  | Moscou                  | Russie      | 2017  | 155.6       | 47     |
| Avenue 77: Tower 1                                 | Moscou                  | Russie      | 2009  | 155         | 45     |
| Avenue 77: Tower 2                                 | Moscou                  | Russie      | 2009  | 155         | 45     |
| Avenue 77: Tower 3                                 | Moscou                  | Russie      | 2009  | 155         | 45     |
| Deutsche Bank I                                    | Francfort               | Allemagne   | 1984  | 155         | 40     |
| Deutsche Bank II                                   | Francfort               | Allemagne   | 1984  | 155         | 38     |
| Marienturm                                         | Francfort               | Allemagne   | 2019  | 155         | 38     |
| Tour Adria                                         | La Défense (Courbevoie) | France      | 2003  | 155         | 40     |
| Tour Égée                                          | La Défense (Courbevoie) | France      | 1999  | 155         | 40     |
| Torre Mapfre                                       | Barcelone               | Espagne     | 1992  | 154         | 40     |
| Skyper (Francfort)                                 | Francfort               | Allemagne   | 2004  | 154         | 38     |
| Hôtel Arts                                         | Barcelone               | Espagne     | 1992  | 154         | 34     |
| Süzer Plaza Ritz-Carlton                           | Istanbul                | Turquie     | 1998  | 154         | 34     |
| Polat Tower Residence                              | Istanbul                | Turquie     | 2001  | 153         | 40     |
| 25 Bank Street                                     | Londres                 | Royaume-Uni | 2003  | 153         | 33     |
| 40 Bank Street                                     | Londres                 | Royaume-Uni | 2003  | 153         | 33     |
| Tour Ariane                                        | La Défense (Puteaux)    | France      | 1975  | 152         | 36     |
| Gebouw Delfste Poort                               | Rotterdam               | Pays-Bas    | 1992  | 151         | 41     |
| Tour Gazprom                                       | Moscou                  | Russie      | 1994  | 151         | 35     |
| 10 Upper Bank Street                               | Londres                 | Royaume-Uni | 2003  | 151         | 32     |
| Oxford Tower                                       | Varsovie                | Pologne     | 1979  | 150         | 46     |
| Tour Les Poissons                                  | La Défense (Courbevoie) | France      | 1970  | 150         | 42     |
| Rembrandt Tower                                    | Amsterdam               | Pays-Bas    | 1995  | 150         | 36     |
| Hochhaus Neue Donau                                | Vienne                  | Autriche    | 2001  | 150         | 34     |

## Liste des gratte-ciel européens en construction
| Nom                     | Ville              | Pays    | Hauteur (antenne) | Hauteur (toit) | Étages | Livraison | Architecte            |
| ----------------------- | ------------------ | ------- | ----------------- | -------------- | ------ | --------- | --------------------- |
| Centre spatial national | Moscou             | Russie  |                   | 288            | 47     | 2025      |                       |
| Diamond of Istanbul     | Istanbul           | Turquie | 270               | 217            | 53     | 2028      | Dome Architecture     |
| The link                | Paris - La Défense | France  | -                 | 242            | 54     | 2025      | Philippe Chiambaretta |
| Tour Triangle           | Paris              | France  | 180               | 180            | 44     | 2026      | Herzog & de Meuron    |

## Liste de gratte-ciel européens en projet[6]
| Nom                         | Villes             | Pays   | Hauteur | Étages | Livraison | Architecte          |
| --------------------------- | ------------------ | ------ | ------- | ------ | --------- | ------------------- |
| Lakhta Center 2             | Saint-Pétersbourg  | Russie | 703     | 150    | 2030      | Kettle Collective   |
| Tour Montparnasse           | Paris              | France | 231     | 59     | 2027      | Nouvelle AOM        |
| Tour des Jardins de l'Arche | Paris - La Défense | France | 200     | 53     | 2027      | Atelier 2/3/4/      |
| Tour Odyssey C/             | Paris - La Défense | France | 187     | 41     | 2028      | Cro&Co Architecture |
| Tour Odyssey O/             | Paris - La Défense | France | 178     | 38     | 2028      | Cro&Co Architecture |
| Occitanie Tower             | Toulouse           | France | 153     | 40     | 2029      | Daniel Libeskind    |